# Atyr
Atyr, athyr – trzeci miesiąc pory achet i trzeci miesiąc roku w kalendarzu egipskim. Jak każdy miesiąc w starożytnym Egipcie trwał 30 dni od 17 września do 16 października. Po athyrze następował choiak.
| Abd · Z2 | M8 · x · t | ra |

| Abd · Z2 | M8 · x · t | ra |